# Bogaardenklooster (Brussel)

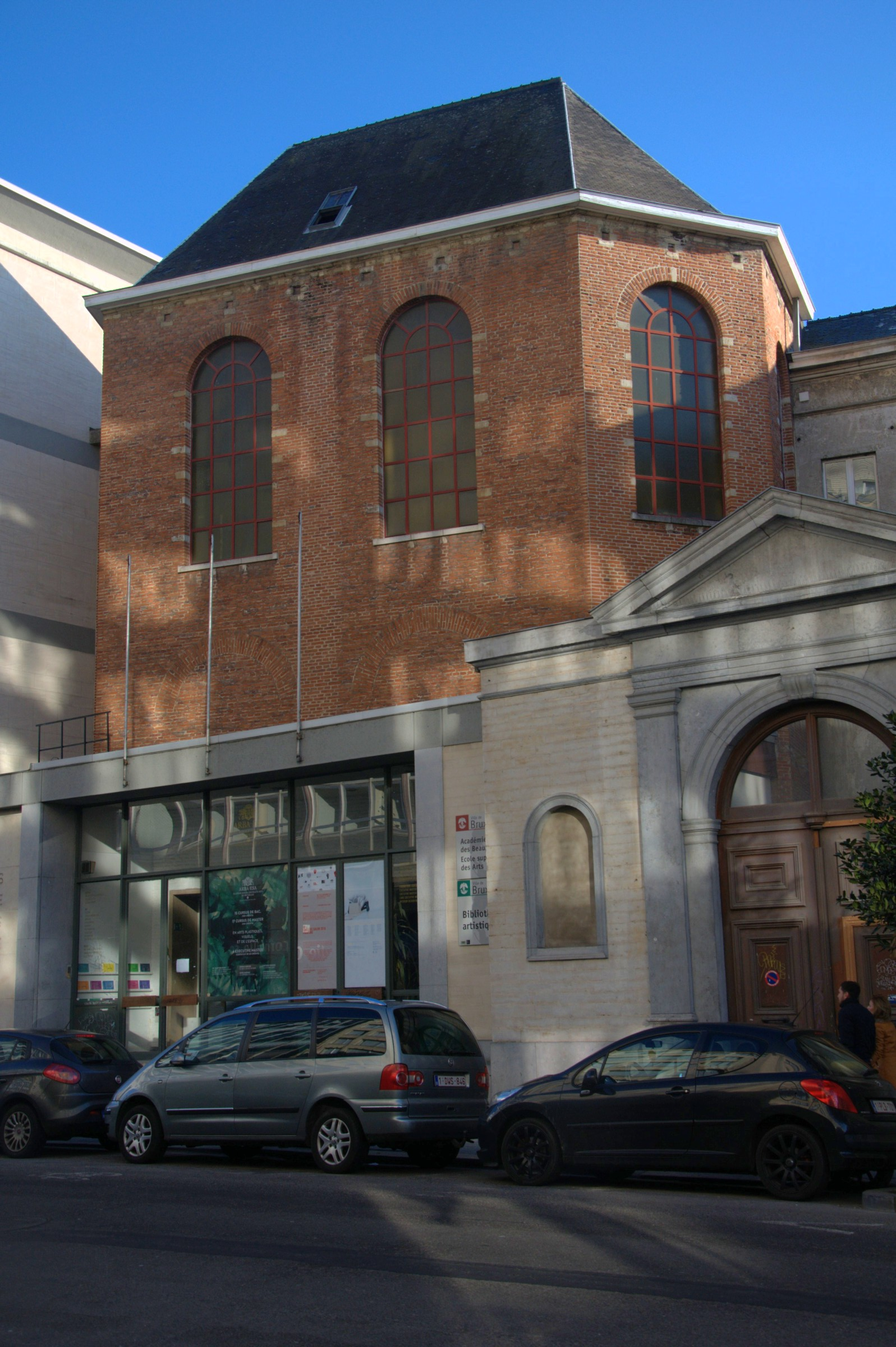
Het voormalige kerkkoor van de bogaarden, sinds 1876 geïntegreerd in de Koninklijke Academie voor Schone Kunsten van Brussel. Erachter ligt de bewaarde kloostergang, enig in Brussel.

De bogaarden waren in Brussel van de 13e eeuw tot 1796. Hun kerk en klooster zijn in 1844 deels afgebroken. Het kerkkoor en de vierkante kloostergang met bakstenen kruisgewelven zijn bewaard en geïncorporeerd in de kunstacademie. Die heeft nog een tweede, groter binnenplein waarvan de zuidelijke tuingevel ook nog een restant is van het klooster (midden 18e eeuw).

## Geschiedenis
De bogaarden zijn begonnen in Brussel als een lekengemeenschap van mindervalide wevers. De historici Jean-Baptiste Gramaye en Jan Frans Foppens schreven dat hun godshuis werd gesticht rond 1330, maar de archieven situeren hun aanwezigheid minstens een halve eeuw eerder. Hertog Jan I nam hen in 1277 onder zijn bescherming door allerlei vrijstellingen te verlenen. Dit werd in 1303 bevestigd door Jan II. Kort erna zag het er plots slecht uit voor de bogaarden: in november 1311 vaardigde het concilie van Vienne een decreet uit dat hen afschafte. Overal in Europa luidde dit het einde in, behalve in de Nederlanden, waar ze zich wellicht dankzij hun industriële activiteit konden handhaven.
Hetzij onder druk van Vienne, hetzij als maatregel tegen uittreders, vatten de bogaarden het plan op zich aan te sluiten bij de derde orde franciscanen. Dit was niet naar de zin van de stadmagistraat. Uiteindelijk keurde die op 31 oktober 1359 toch de overgang goed, op voorwaarde dat de broeders onder haar jurisdictie bleven en onder die van de lakengilde en het weversambacht. Ook financieel moesten ze blijven bijdragen, maar gelet op hun armoede was het vanaf 1366 niet meer nodig een jaarlijkse maaltijd te betalen aan de heren van de corporaties.
Het begin van de 15e eeuw vond de bogaarden in slechte papieren. Wegens ontregeld gedrag en onderlinge twisten werden ze onder stadsvoogdij geplaatst (1403). Hun twee momboirs, schatbewaarders die de broeders net als hun ministere zelf kozen, werden voortaan door de stad aangesteld. In de tweede helft van de eeuw begonnen de bogaarden een lange strijd om zich los te maken van de textielindustrie en het stadsbestuur. Twee verplichtingen in het bijzonder ervoeren de bogaarden als hinderlijk, namelijk dat nieuwe broeders het toegangsgeld tot het weversambacht moesten betalen en dat ze moesten instaan voor het maken en herstellen van wolkammen. Voor het eerste probleem werd een oplossing gevonden in 1470, wat de weg vrijmaakte om vanaf 1474 ook niet-wevers op te nemen in hun gemeenschap. Ze bleven wel verbonden met de lakengilde, overeenkomstig de voorwaarden van 1359. Dit leidde tot een conflict dat anderhalve eeuw aansleepte. Op allerlei manieren probeerden de bogaarden onder de verplichting van de wolkammen uit te komen, maar niets werkte. Ze werden herhaaldelijk veroordeeld door de rechtbank van de lakengilde en vingen bot bij keizer Karel V (1549). Een nieuwe werkweigering van de broeders werd zwaar beboet door de stad (1552). Ze beriepen zich op hun religieus statuut om de wereldlijke jurisdictie te betwisten, maar de Raad van Brabant wees dit onmiddellijk af. Na een nieuwe escalatie sloeg het stadsbestuur hun goederen aan, in beroep bevestigd door de Raad van Brabant (1573).
Begin 17e eeuw dreigde het geschil de capaciteit van het lakengildetribunaal te overwelmen. Albrecht en Isabella hadden in 1618 nog 3.200 florijnen financiële ademruimte gegeven aan de bogaarden. De oplossing kwam er in 1623. De bogaarden kochten de kamverplichting af van de wevers voor 400 florijnen en een jaarrente van 25. In ruil werden ze eigenaar van het vervallen Camhuijs naast hun oude refectorium, waar de waardeerders laken keurden. Wel moesten ze voorzien in vervanging. Hiervoor werd vanaf 1675 het lijnenpand bij het recollettenklooster gevonden.
De economische rol van de bogaarden mag niet doen vergeten dat ze nog andere zaken deden. In de 16e eeuw openden ze een Nederlandstalige school (het kapittel bewaakte jaloers zijn Latijnse school).

## Vestiging en gebouwen
Mogelijk waren de bogaarden eerst gevestigd binnen de eerste stadsmuur, in het westelijk deel van de huidige Schildknaapstraat, en zijn ze in de 14e eeuw naar verhuisd naar een locatie tegenover de gracht die langs de buitenkant van de eerste stadswal lag. In 1426 is er voor het eerst een stuk gracht vermeld als Bogaerdengracht (tegenwoordig de Bogaardenstraat).
Hun huis had de naam 'Mariendael' (Vallis Mariana). Ten laatste in de 14e eeuw had het een kapel. Vanaf 1478 kregen de bogaarden toestemming van het kapittel van Sint Goedele om er de eucharistie te vieren. De andere sacramenten bleven echter verboden en in 1765 liepen de bogaarden trouwens een veroordeling op voor het illegaal begraven van hun doden.
De Brusselse republiek hield huis in hun kapel, die op 3 mei 1585 heringewijd werd. In 1624 kregen ze toestemming om geld in te zamelen voor een grotere kerk. Het schip was klaar in 1673. Na het bombardement op Brussel werd het koor gebouwd (1696-1701). In 1718 was de bouw gereed, al bleef de gevel onaf. Het fraai gesculpteerde altaar stelde een Onbevlekte ontvangenis van de onvermijdelijke Crayer centraal.
Het kleine kloosterpand had gebrandschilderd glas. De eetzaal was getapisseerd met elf zichten van de Brusselse periferie door Daniël Abbeloos naar Jan van de Venne. De tuinen en bijgebouwen van het klooster strekten zich uit tot aan de Zenne (aan de huidige Maurice Lemonnierlaan). Het werd vergroot in 1657 en gerenoveerd in 1752. Hiervoor hielden de bogaarden een loterij.

## Einde en herbestemming
Tijdens de Brabantse Omwenteling sloten de opstandelingen deserteurs en andere gevangenen op in het bogaardenklooster.
Het Franse bewind maakte een einde aan vijf eeuwen gemeenschapsleven. Op 3 december 1796 verlieten de broeders hun klooster. Het kreeg aanvankelijk een militaire bestemming: huis van bewaring voor oorlogsgevangenen en paardenstal. Dan werd het omgevormd tot Hospice des Enfants de la Patrie. De tuinen werden in 1799 verkaveld en verkocht. De zwartzusters en dochters van Liefde mochten van prefect Pontécoulant in 1803 hun intrek nemen in een deel van het klooster. Ze bleven er tot ongeveer 1829, waarna het hospice de la Maternité er enige jaren onderdak vond (1831-1843). Ook de raad van Burgerlijke Godshuizen bezat sinds 1803 een deel van de gebouwen.
De kerk werd gebruikt door de tabaksregie (1813-14), terug als paardenstal, en dan als zondagsschool. In 1841-44 werd ze met een deel van het klooster afgebroken voor de aanleg van de Zuidstraat. Het kerkkoor van 1701 overleefde, net als het kloosterpand en een tuinvleugel van 1752. Hendrik Partoes verbouwde het complex in 1843-45 tot weeshuis, maar liet de kloostergebouwen intact (het voormalige koor werd een kapel). Jamaer integreerde de bewaarde elementen in 1876 in de Koninklijke Academie voor Schone Kunsten van Brussel.

## Voetnoten
1. ↑  Dit privilege, volgens Henne en Wauters uitgevaardigd te Kortenberg op 25 april 1277, is nadien niet meer teruggevonden.
2. ↑  Akkoord van 2 september 1470 tussen de gezworenen van de wevers en de momboors, minister en broeders van de bogaarden
3. ↑  Bram Vannieuwenhuyze, Brussel, de ontwikkeling van een middeleeuwse stedelijke ruimte , Proefschrift Geschiedenis, Universiteit Gent, 2008, nr. 1.1.63. Gearchiveerd op 28 augustus 2021.
4. ↑  Georges Fricx, Description de la ville de Bruxelles, 1743, p. 130